# میه‌چیسواف سیبولسکی
میه‌چیسواف سیبولسکی (لهستانی: Mieczysław Cybulski؛ ‏ تلفظ لهستانی: [mʲɛtʂɨˈswaf]؛ ‏ ۱۶ مارس ۱۹۰۳ – ۱۳ اوت ۱۹۸۴) بازیگر اهل لهستان بود.
از فیلم‌ها یا برنامه‌های تلویزیونی که وی در آن نقش داشته‌است، می‌توان به قلب مادر، جنگل جوان، راپسودی بالتیک، دختر ژنرال پانکراتوف، یکصد متر عشق، علف جاروب و رنا اشاره کرد.